# A Ji
A Ji – chiński zapaśnik w stylu klasycznym. Zdobył brązowy medal na igrzyskach azjatyckich w 1986 roku.